# Province de Posnanie
1848–1919
Entités précédentes :
- Grand-duché de Posen

Entités suivantes :
- Posnanie-Prusse-Occidentale
- Voïvodie de Poznań

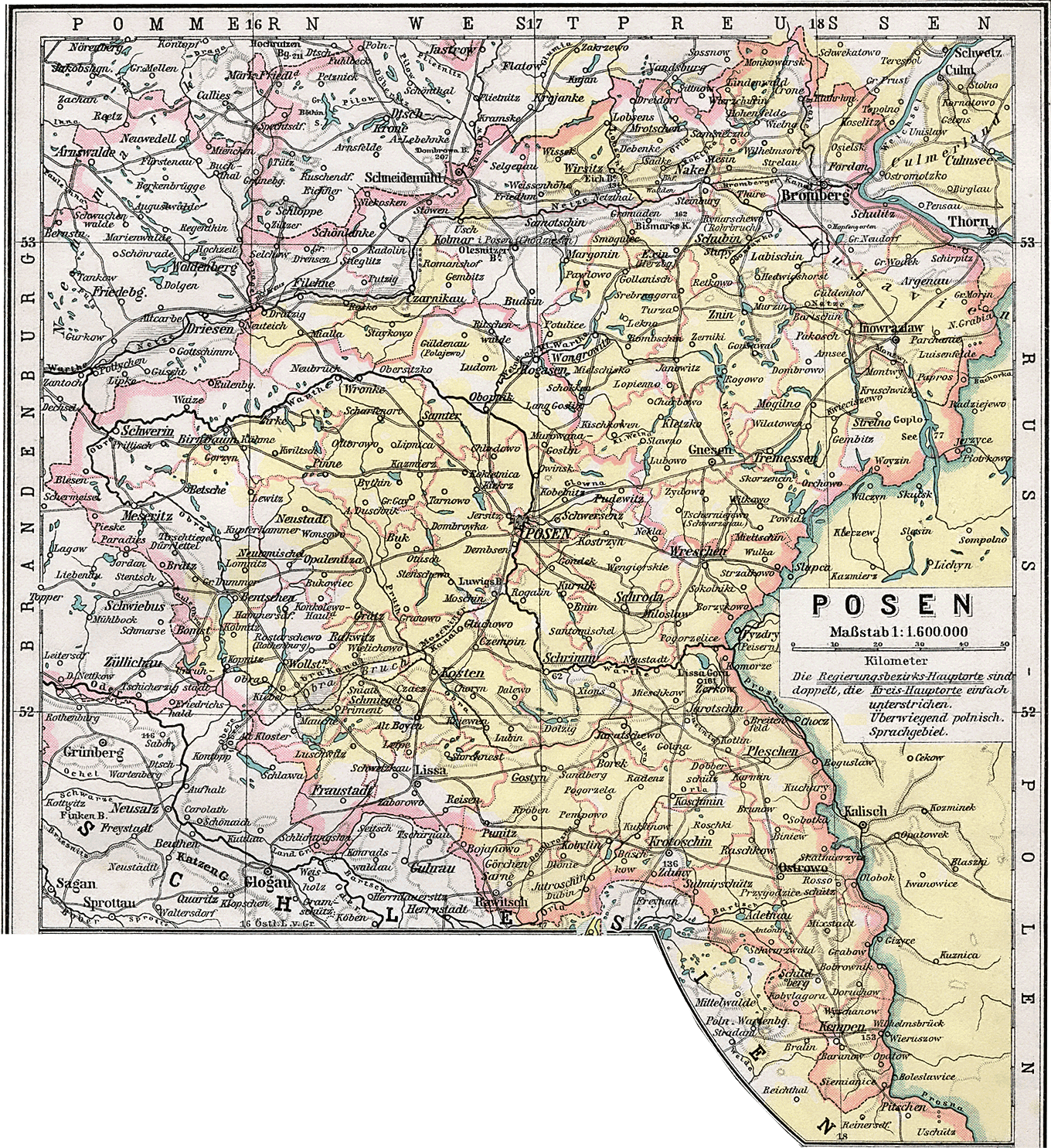
La province de Posnanie en 1905.

La province de Posnanie (en allemand : Provinz Posen) est une province polonaise qui fut sous domination prussienne après le partage de la Pologne. Sa capitale était Posen (Poznań). Elle remplace le grand-duché de Posen en 1848.
La Posnanie, bien que peuplée majoritairement de Polonais, comportait une importante minorité de langue allemande, issue de la colonisation (Germanisation de la Posnanie).Surtout présente dans ses parties ouest et nord.
Région relativement prospère[évasif], elle est le berceau de la nation polonaise, Poznan fut capitale de la Grande-Pologne (Wielkopolska). Après 1918, l'essentiel de la province fut d'ailleurs réintégré à la Pologne reconstituée. Les restes des territoires issus des provinces de Posnanie et de Prusse-Occidentale qui ne furent pas attribués à la Pologne ont alors constitué la nouvelle province de Posnanie-Prusse-Occidentale, peuplée en majorité de germanophones.
Annexée en 1939 par l'Allemagne nazie lors de l'invasion de la Pologne, la province fut dès lors séparée en deux Reichsgaue, celui de Dantzig-Prusse occidentale et de Wartheland, initialement Posen.
Après la Seconde Guerre mondiale, la totalité des habitants allemands qui n'avaient pas fui face à l'avancée de l'Armée rouge fut expropriée puis envoyée en Allemagne.

## Géographie

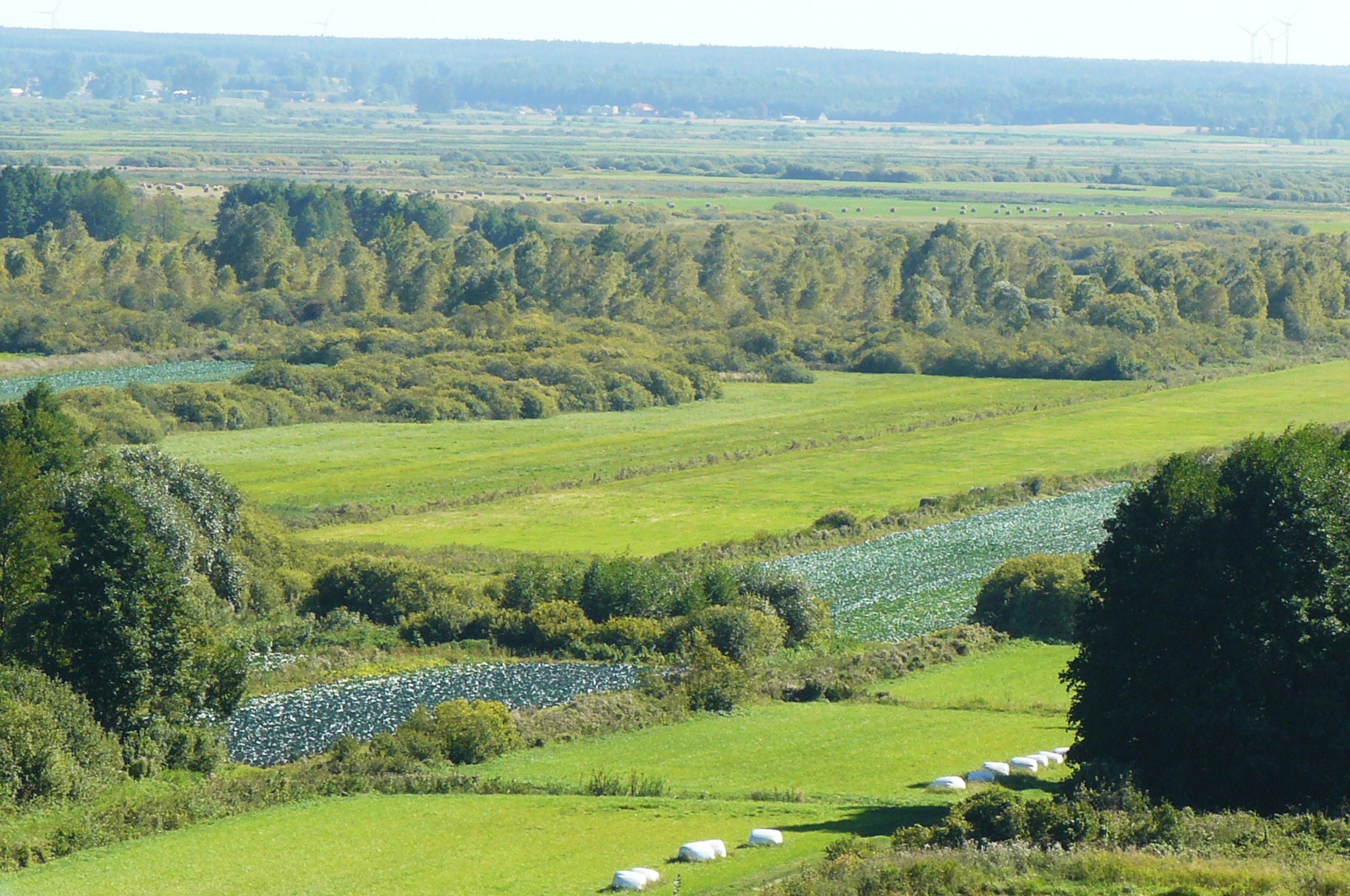
La vallée de la Netze, à 75 km au nord de Poznań.

La région se rattache à la grande plaine d'Europe du Nord : c'est une vaste plaine drainée par deux fleuves, la Netze au Nord et la Warthe au centre. Les glaciations quaternaires ont laissé des dépôts morainiques ; le pays est parsemé de lacs alimentés par les affluents des deux grands fleuves. L'activité économique dominante est l’agriculture.

## Histoire

### Prélude: les partitions de la Pologne
Du Moyen  Âge au XVIIIe siècle, la plus grande partie du territoire de Grande-Pologne faisait partie du royaume de Pologne et formait, avec l’Archidiocèse de Gniezno, le cœur du royaume. Certains fiefs frontaliers comme Fraustadt, Meseritz, Schwerin an der Warthe et la région au nord de la Netze furent d'abord revendiqués par les pays voisins de Silésie, du Brandebourg et de Poméranie. Au XIIIe siècle, le Drang nach Osten poussait vers cette région de nombreux paysans allemands, qui y peuplèrent les villes. Au XIVe siècle, ces régions furent à leur tour incorporées à la Pologne. L'essentiel des territoires de Posnanie dépendait de la Grande-Pologne et appartenait aux Voïvodies de Posen et de Kalisz.
Lors du Premier partage de la Pologne (1772) la Prusse annexa le Nord jusqu'à la Netze, donnant naissance au district de la Netze destiné à la colonisation. Au cours du Deuxième  partage de la Pologne (1793), la Prusse annexa le reste du pays, ainsi que d'autres territoires de Pologne qui formèrent la province de Prusse-Méridionale. Après la défaite de la Prusse contre la France de Napoléon Ier, les territoires annexés furent transférés, selon les termes du Traité de Tilsit (1807) en quasi-totalité au Grand-duché de Varsovie.

### Les débuts de la province prussienne

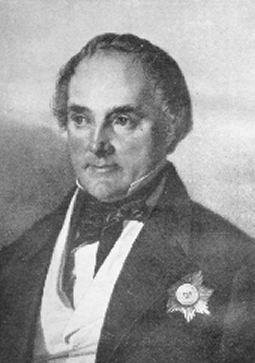
Le président von Flotwell, chargé de la reprise en main de la Posnanie.

Dans le cadre de la recomposition du paysage allemand après la chute de l'Empire napoléonien, les Coalisés proposèrent à la Prusse au Congrès de Vienne (1815) de recouvrer une partie de la Grande-Pologne et donc de faire renaître la province prussienne de Posnanie. Le Nord-ouest de l'ex-district de la Netze, groupé autour de Deutsch Krone et de Flatow demeura intégré à la province de Prusse-Occidentale, à laquelle il était rattaché depuis 1807. Jusqu'en 1920, on conserva une partition en deux régions administratives : la région de Posen et celle de Bromberg, qui devinrent plus tard ville-arrondissement et arrondissements.
Le Grand-duché de Posnanie se tenait (comme les provinces de Prusse-Orientale et de Prusse-Occidentale) hors des frontières de la  Confédération germanique. Au terme des actes du Congrès de Vienne, la Prusse répondait du droit de sûreté de ses sujets polonais et leur garantissait des privilèges économiques réciproques avec le royaume du Congrès. Lors des élections municipales, au Landtag etc. il n'y eut, relativement à la langue des députés élus, aucune obligation légale.
L’État prussien traita d'abord officiellement les ressortissants d'origine polonaise sur un pied d'égalité. La minorité polonophone ne subit aucune discrimination formelle par rapport aux germanophones : le Polonais était enseigné dans les écoles et il était admis dans les démarches administratives. Même les élites polonaises, chez qui le souvenir de l'État polonais demeurait vif, trouvèrent la politique prussienne accommodante. L'exemple du prince Antoni Henryk Radziwiłł, nommé gouverneur de la Province, montre clairement qu'une bonne partie des nationalistes polonais étaient à ce moment prêts à s'entendre avec l’État prussien.
Mais après l’Insurrection de novembre 1830, qui vit le royaume du Congrès secouer le joug de l’Empire russe, le statut particulier du grand-duché au sein du royaume de Prusse devint de plus en plus insupportable. Les arrondissements prussiens conservateurs, majoritaires politiquement, craignaient que la Pologne puisse renaître en Europe à l'issue d'un mouvement de libération libéral, ce qui aurait mis un terme à la  Sainte-Alliance. Sous la présidence du prussien Eduard von Flottwell, les Polonais furent chassés de l'Administration et l'enseignement du polonais fut interdit. Ces mesures étaient aussi destinées à réchauffer les relations entre la Prusse et son puissant voisin russe.
L'insurrection de 1846 (en), conséquence du Soulèvement de Cracovie, fut écrasée dans l’œuf et l'année suivante, les meneurs furent condamnés lors des procès des Polonais (de) ; mais le Printemps des Peuples (1848) déchaîna bientôt l’Insurrection de Grande-Pologne. Une fois ce nouveau soulèvement écrasé, c'en fut fini des privilèges particuliers et les autorités prussiennes entreprirent de réorganiser entièrement toute la province. Malgré les protestations de la minorité polonaise, les arrondissements « allemands » de Posnanie dépêchèrent douze députés au Parlement de Francfort. Le Parlement vota à une majorité écrasante la mutation de toute la province en un état national allemand. Après la Reculade d'Olmütz (1851), la Prusse dut cependant concéder un retour aux statuts d'avant 1848 : ainsi la province de Posnanie était de nouveau exclue de la Confédération germanique ; mais l'un des premiers signes de l'Unité allemande fut la réintégration, dès 1867, de cette province à la Confédération de l'Allemagne du Nord.

### Ère impériale

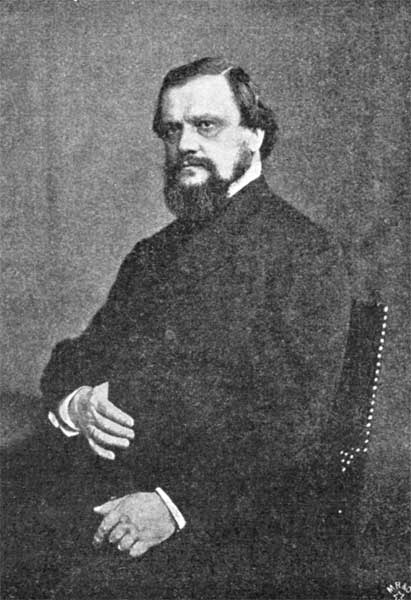
Adelbert Falk, ministre de la culture prussien, met en place le Kulturkampf.

En 1871, la Posnanie, comme tout le reste de la Prusse, devint une région de l’Empire allemand. Les polonophones n'étaient plus seulement des citoyens ordinaires d'un État prussien en théorie neutre, du moins au point de vue des nationalités, mais une minorité linguistique parmi d'autres au sein d'un État de langue allemande, et ils se trouvèrent bientôt la cible d'une multitude de discriminations civiles. C'est ainsi que la Posnanie devint le théâtre de la confrontation entre les nationalistes polonais et les autorités prussiennes.
D'un côté, le gouvernement prussien s'efforçait d'éliminer tout enseignement du polonais à l’école, dans la catéchèse et dans les administrations, ce qui conduisit à la mutinerie de Września (1901), protestation symbolique (et plus tard largement romancée) : il s'agissait du refus des écoliers de Września de répondre en allemand aux questions de leurs instituteurs, malgré les châtiments corporels qu'on leur infligeait. Ces événements conduisirent à l'interpellation de 25 personnes, condamnées à 17 ans de travaux forcés. Ils déchaînèrent une vague de protestations en signe de solidarité, impliquant jusqu'en 1904 les quelque 75 000 écoliers des 800 écoles de Posnanie.

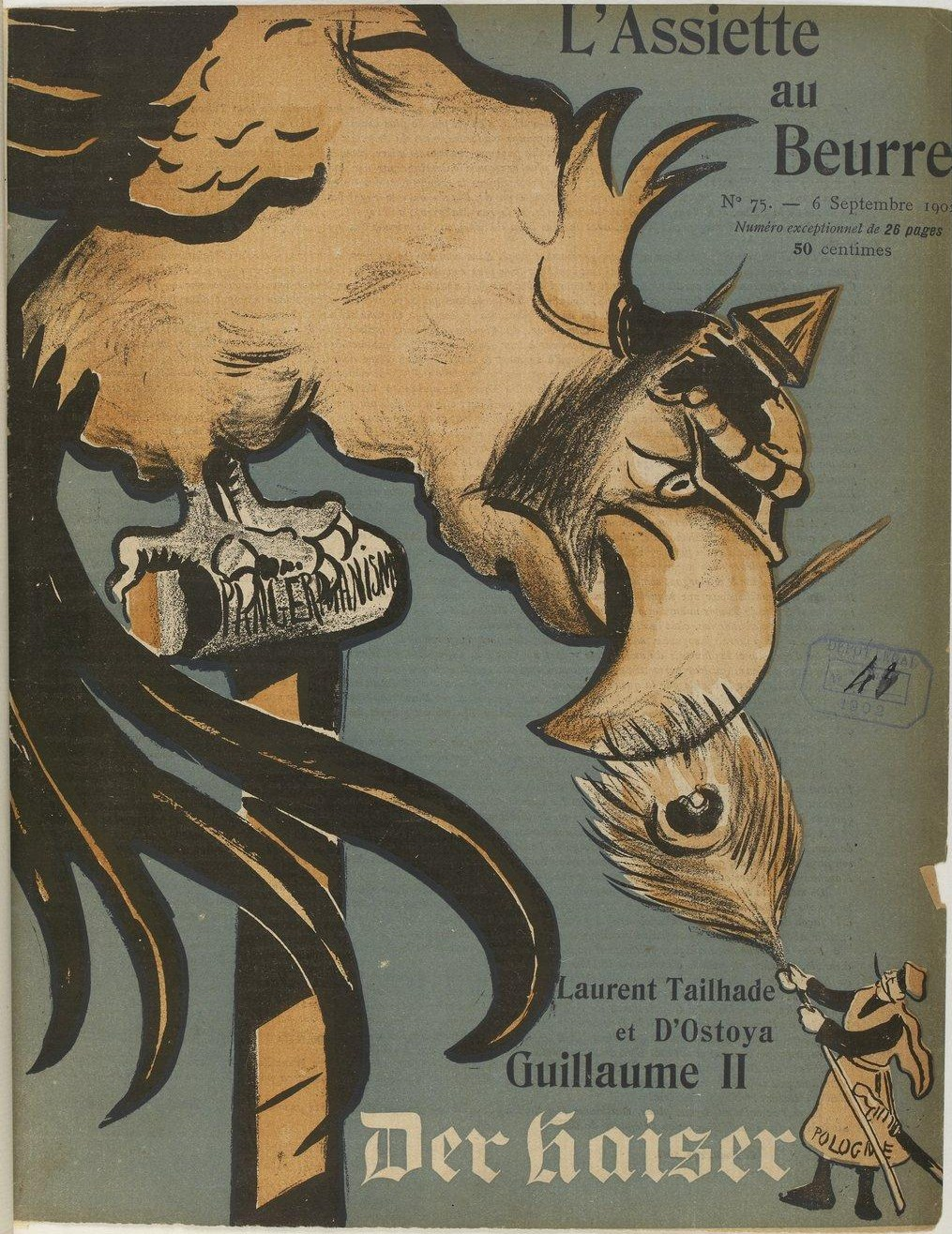
Le nationalisme polonais chatouillant les narines du Kaiser Guillaume II, caricature franco-polonaise de Jerzy Boleslas Soszyński-Ostoja (Georges d'Ostoya), L'Assiette au beurre, 6 septembre 1902.

D'un autre côté, les persécutions du Kulturkampf contre les catholiques affectaient aussi la majorité des Polonais de Prusse (alors que les Allemands de Posnanie étaient majoritairement luthériens). Cela acheva de rallier la population paysanne, longtemps passive, aux nationalistes polonais, qui revendiquaient désormais la création d'un État polonais indépendant incluant Poznań.
Enfin, les rapports démographiques entre les deux groupes linguistiques évoluaient. Si, par assimilation des nombreux protestants polonais, la proportion de germanophones était passée de 30 % à presque 38 % jusqu'en 1890, elle commençait à stagner. Cela tenait à la fois au taux de natalité plus élevé des polonophones, et à l’exode rural touchant les Allemands (Ostflucht). Toutes les mesures prises pour geler ce rapport de force, notamment la création d'une commission d'accueil prussienne (Preußische Ansiedlungskommission), chargée de racheter les terres des paysans polonais pour ne les revendre qu'à des Allemands venant d'autres provinces de l'empire, échouèrent à rétablir l'équilibre, et même attisèrent la haine des Allemands. Néanmoins, les rapports quotidiens des deux populations demeuraient paisibles : la colère des Polonais visait davantage les autorités prussiennes que les Allemands de Posnanie.

### L’insurrection de Grande-Pologne
Si la Pologne n'était pas mentionnée dans l’Armistice de Compiègne signé le 11 novembre 1918, les Quatorze points de Wilson prévoient la « création d'un État polonais, indépendant de l'Allemagne ou de la Russie, avec accès à la mer. »
La révolution nationale éclate le 27 décembre 1918 avec l'arrivée d'Ignacy Paderewski à la gare de Poznań. Cet illustre pianiste avait été représentant du comité national polonais aux USA entre 1917 et 1919 et fut par la suite président du Conseil des ministres du pays. Le lendemain, l'insurrection de Grande-Pologne gagnait la Province de Posnanie, qui conduisit à un affrontement armé entre les Allemands et Polonais. Les troubles se poursuivirent jusqu'au 16 février 1919, date à laquelle, sous la pression des puissances alliées, le couvre-feu entra en application et une ligne de démarcation fut établie, avant que les corps francs allemands puissent reprendre le territoire. En de nombreux endroits de Posnanie, tout ce temps, les coups de feu et les escarmouches continuaient de se multiplier. Cela perdura jusqu'à la reprise en main de la région par l'armée régulière polonaise du général Haller, prévue par les termes du Traité de Versailles en janvier 1920.

La frontière proposée en 1919

La carte montre le tracé de la frontière retenue par la Commission de l'Armistice en février 1919 dans la région de Poznań. Celle-ci épousait à peu près une frontière linguistique, mais elle diffère de la frontière des États qui furent ensuite redessinés.
Les régions frontalières, à majorité nettement germanophone, demeurèrent pour la plupart à l'intérieur des contours de la province prussienne de marche Posnanie-Prusse-Occidentale de l'Empire allemand.

### Rattachement à la République de Pologne
De 1920 à 1929, en vertu de l'article 297b du Traité de Versailles, le gouvernement polonais expropria plusieurs Allemands qui n'avaient pu obtenir la nationalité polonaise. À partir de 1925, il entreprit une réforme agraire qui acheva de répartir les terres que l'État prussien avait naguère revendu à des colons germanophones.

### Un «Gau» du Reich
Par la Campagne de Pologne (1939), les forces nazies annexèrent  la voïvodie de Poznań et constituèrent, en gros sur les frontières de l'ancienne Posnanie, mais en y rattachant d'autres territoires polonais, le Wartheland avec Posen pour chef-lieu. Quant à la région de Bromberg, elle fut rattachée au Gau de Dantzig-Prusse-occidentale.

### Depuis 1945
En 1945, toute la région fut rendue à la Pologne et la minorité allemande fut chassée du pays. Depuis la réforme régionale de 1999, elle se confond pratiquement avec la Voïvodie de Grande-Pologne. Certains arrondissements de l'ancienne province appartiennent toutefois aux voïvodies de Couïavie-Poméranie et de Lubusz.

Organisation administrative de la Province de Posen :
District de Posen
District de Bromberg

## Démographie

Distribution linguistiques des différents arrondissements de la Province de Posen d'après le recensement de 1910:
germanophone
polonophone
Autres langues

| Croissance démographique  | Croissance démographique | Croissance démographique | Croissance démographique | Croissance démographique | Croissance démographique | Croissance démographique | Croissance démographique | Croissance démographique |
| Année                     | 1816                     | 1831                     | 1861                     | 1871                     | 1880                     | 1890                     | 1900                     | 1910                     |
| ------------------------- | ------------------------ | ------------------------ | ------------------------ | ------------------------ | ------------------------ | ------------------------ | ------------------------ | ------------------------ |
| Nbre d'hab.               | 820 176                  | 1 040 712                | 1 467 604                | 1 583 843                | 1 703 397                | 1 751 642                | 1 887 275                | 2 099 831                |
| % de la pop. de la Prusse | ?                        | ?                        | ?                        | 6,4 %                    | 6,2 %                    | 5,8 %                    | 5,5 %                    | 5,2 %                    |
| hab./km²                  | 28                       | 36                       | 51                       | 55                       | 59                       | 60                       | 65                       | 72                       |

| Prop. par confession | Prop. par confession | Prop. par confession | Prop. par confession |
| Année                | 1871                 | 1890                 | 1910                 |
| -------------------- | -------------------- | -------------------- | -------------------- |
| Catholiques          | 63,7 %               | 66,5 %               | 67,7 %               |
| Protestants          | 32,3 %               | 30,9 %               | 30,8 %               |
| Juifs                | 3,9 %                | 2,5 %                | 1,3 %                |

| Polonophones                                | Polonophones | Polonophones | Polonophones | Polonophones |
| année                                       | 1831         | 1861         | 1890         | 1910         |
| ------------------------------------------- | ------------ | ------------ | ------------ | ------------ |
| Statistique officielle ¹                    | 58,3 %       | 54,6 %       | 60,1 %       | 61,5 %       |
| Estimation corr. (Leszek Belzyt)            | 71,5 %       | 66,7 %       | 62,4 %       | 63,5 %       |
| 1) en comptant les ressortissants bilingues |              |              |              |              |

## Politique

### Hauts présidents
- 1848-1850 : Carl Moritz von Beurmann
- 1850-1851 : Gustav von Bonin
- 1851-1860 : Eugen von Puttkamer
- 1860-1862 : Gustav von Bonin
- 1862-1869 : Karl von Horn
- 1869-1873 : Otto von Königsmarck
- 1873-1886 : William Barstow von Guenther (de)
- 1886-1890 : Robert von Zedlitz-Trützschler
- 1890-1899 : Hugo von Wilamowitz-Moellendorff
- 1899-1903 : Rudolf von Bitter le Jeune
- 1903-1911 : Wilhelm von Waldow
- 1911-1914 : Philipp Schwartzkopff (de)
- 1914-1918 : Hans von Eisenhart-Rothe (de)